# 哈尔滨利民经济技术开发区
哈尔滨利民经济技术开发区是哈尔滨市一家国家级经济技术开发区。面积24.39平方公里。

## 名称来源
清末属呼兰县南乡。民国时属万宝镇（警察第六区）。满洲国时期设张户屯保，后改设乐业村。1946年后属台屯区，1947年属乐业区（十三区），1956年设利民乡，1958年属乐业公社，1961年设利民公社，1984年改为利民乡，1985年改为利民镇。2001年撤镇并入呼兰镇。2004年12月设立利民街道。

## 历史
1991年6月经黑龙江省人民政府批准创办的省级开发区。1992年7月，利民开发区启动建设。2008年，被省政府确定为哈大齐工业走廊核心示范区，规划面积69.34平方公里。2011年4月国务院同意利民开发区升级为国家级经济技术开发区。
利民开发区辖区为包括七个街道办事处：利业街道、利民街道、裕田街道、裕民街道、裕强街道、学院路街道、南京路街道，东邻松花江，北靠呼兰河，西部和南部与松北区接壤，总面积165.8平方公里。
2018年6月7日上午10时，哈尔滨新区管理委员会正式挂牌。2018年7月1日零时起，由哈尔滨新区管委会托管哈尔滨利民经济开发区范围内的经济和社会管理事务。2018年8月1日，哈尔滨市中级人民法院撤销了呼兰区人民法院利民人民法庭，设立松北区人民法院利民人民法庭。利民开发区辖区的司法管辖权划转至松北区人民法院、人民检察院。8月22日，呼兰区利民人民法庭标牌更换为松北区人民法院利民人民法庭。